# Reidar Kvammen
Reidar Kvammen (Stavanger, 23 juli 1914 – aldaar, 27 oktober 1998) was een Noors voetballer die gedurende zijn carrière als aanvaller speelde voor Viking FK. Hij was later ook actief als voetbaltrainer van onder meer Molde FK en Bryne FK. Kvammen overleed op 84-jarige leeftijd in zijn geboortestad Stavanger.

## Interlandcarrière
Reidar Kvammen won met het Noors voetbalelftal de bronzen medaille op de Olympische Zomerspelen 1936 in Berlijn, Duitsland. De ploeg onder leiding van bondscoach Asbjørn Halvorsen won in de troostfinale met 3-2 van Polen dankzij drie treffers van aanvaller Arne Brustad. In totaal speelde Kvammen 51 interlands voor zijn vaderland, en scoorde hij 17 keer in de periode 1933-1949. Hij was de eerste Noorse voetballer die vijftig caps behaalde.